# ウィリアム・アーチャー

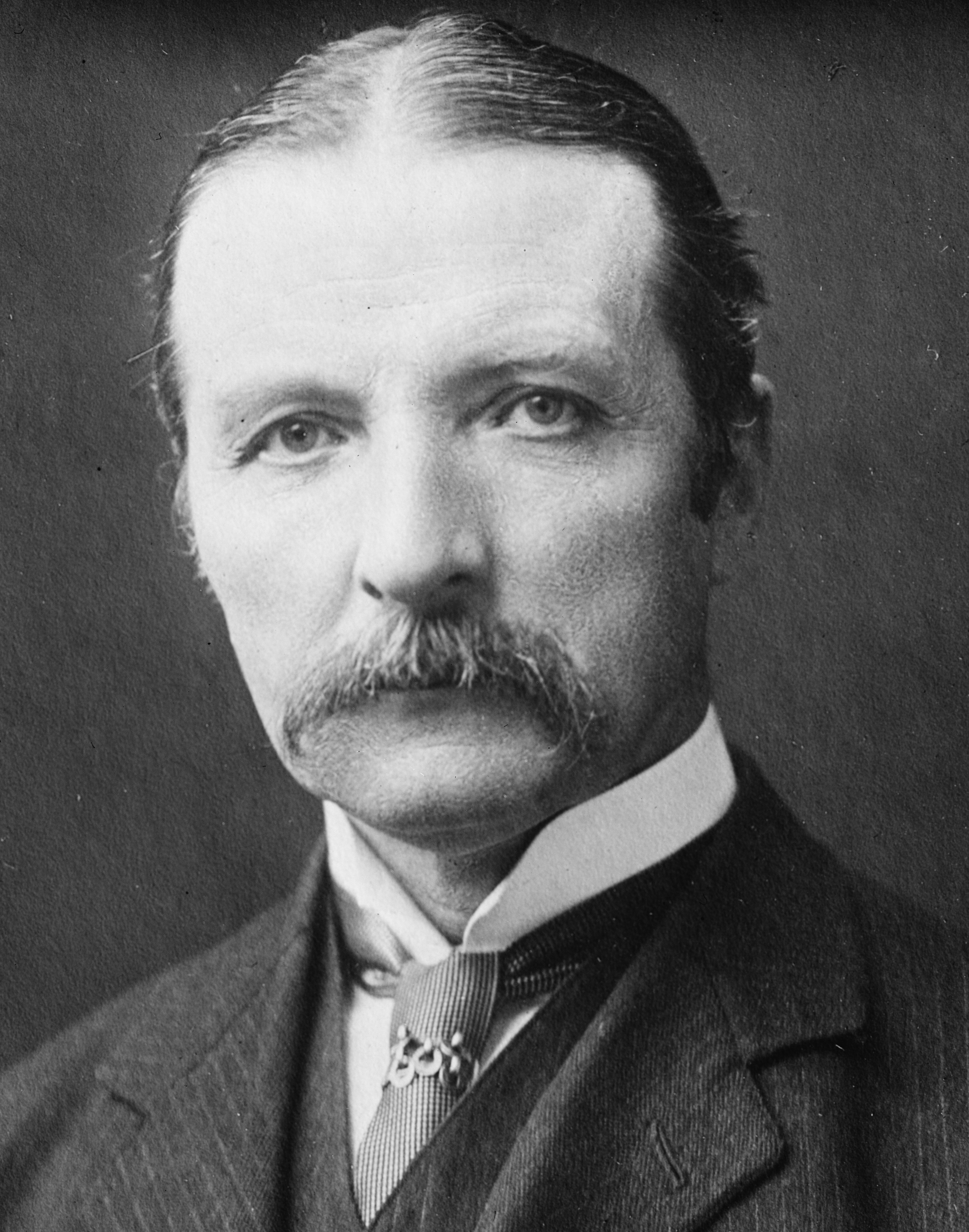
ウィリアム・アーチャー

ウィリアム・アーチャー（William Archer, 1856年9月23日 - 1924年12月27日）は、イギリスの劇評家、劇作家、ジャーナリスト。スコットランドのパースに生まれる。

## 略歴
ヘンリック・イプセンの作品の最初の英訳者、紹介者として知られ、英国新劇運動の功労者である。
またハーリー・グランヴィル＝バーカーと共に国立劇場設計を計画した。

## 著述

### 著作
- "Masks or Faces, a Study in the Psychology of Acting"、『マスクあるいは顔』1888年
- "Play-Making"、『作劇法』1912年
- "God and Mr. Wells"、『神とウェルズ氏』1917年
- "The Green Goddess"、『緑の女神』1921年（戯曲）

### 翻訳
- イプセン『ヨーン・ガブリエル・ボルクマン』、英語訳、1896年